# Раунтри, Дейв
Дейв Раунтри (англ. Dave Rowntree; род. 8 мая 1964 года, Колчестер, Эссекс, Англия) — барабанщик британской рок-группы Blur. Член Лейбористской партии. 

## Биография
Родился в Колчестер, графство Эссекс, в музыкальной семье, мать альтист, отец работал звукорежиссером в Британской радиовещательной корпорации «BBC».